# 누화
전자공학에서 누화(crosstalk, XT)라는 용어는 다음을 뜻한다:
- 회로, 회로의 일부분, 채널등으로부터 원하지 않은 전하 커플링, 유도 커플링, 저항 커플링이 생기는 것.
- 하나의 회로나 전송 시스템의 채널에 전송된 신호가 다른 채널에 의도하지 않은 효력을 발생시키는 것.

통신이나 전화 통신의 경우, 누화는 통화 연결시 신호음의 일부분이 누설되는 것으로 식별할 수 있다. 경감대책으로 아날로그 통신방식인 경우, 연선을 사용하여 누화를 효과적으로 제거할 수 있다. 또한 신호를 디지털 형태으로 변환하면, 누화를 경감하는데 더욱 효과적이다.
집적회로 설계의 경우, 누화는 일반적으로 가까이 있는 다른 신호의 영향을 받는다. 보통 가장 가까운 신호에 영향을 주는 (기생 축전기에 의한) 용량성 커플링으로 누화가 발생하지만, 아날로그 설계의 경우 (상호 인덕턴스에 의한) 유도성 커플링과 전자파 방사 등에 의해 발생하는 멀리 떨어진 신호간의 누화도 중요하다. 누화를 줄이기 위한 방법으로 공간 확보, 전선 재배열, 차폐 등이 가장 널리 사용되고 있다.

## 참고 자료
- 연방 표준 1037C 및 MIL-STD-188 정보

## 같이 보기
- 음성 시스템 측정기
- 신호 무결성
- 기판 커플링